# Valérie Gagné
Valérie Gagné est une actrice québécoise, née le 27 juin 1964 , spécialisée dans le doublage. Elle est notamment la voix régulière de Connie Nielsen, Kate Winslet, Rosamund Pike, Jennifer Ehle, Selma Blair et Lili Taylor ainsi qu'une des voix récurrentes de Renée Zellweger et Lauren Graham.

## Rôles à la télévision
- 1977-1980 : Jamais deux sans toi : Dominique Duval
- 1987-1994 : Chop Suey : Hélène Gagnon-Jobin
- 1990-1992 : Jamais deux sans toi : Dominique Duval
- 1995-1996 : Les Héritiers Duval : Dominique Duval
- 1996-2001 : Le Retour : Brigitte Paquin
- 2001-2002 : Les Parfaits : Josette Labelle
- 2002 : Bunker, le cirque : Marie Fontaine
- 2007-2014 : Destinées : Dr Elizabeth
- 2008-2010 : Virginie : Lysanne Parent, mère de Virginie Maltais

## Doublage
La liste indique les titres québécois

### Cinéma

#### Longs métrages
- Connie Nielsen dans (13 films) :
  - Mission sur Mars (2000) : Terri Fisher
  - Chasse à l'homme (2003) : Abby Durrell
  - Formation extrême (2003) : capitaine Julia Osborne
  - La Moisson de glace (2005) : Renata
  - Le Grand Raid (2005) : Margaret Utinsky
  - Thomas et l'arc-en-ciel (2009) : Maire
  - Wonder Woman (2017) : la reine Hippolyte
  - Justice League (2017) : la reine Hippolyte
  - Succession (2020) : Catherine Monroe
  - Wonder Woman 1984 (2020) : la reine Hippolyte
  - Moins-que-rien (2021) : Rebecca « Becca » Mansell
  - Nos origines (2023) : Sabine
  - Jeu de rôle (2023) : Gwen Carver
  - Gladiateur 2 (2024) : Lucilla

- Kate Winslet dans (12 films) :
  - Voyage au pays imaginaire (2004) : Sylvia Llewelyn Davies
  - Les Enfants de chœur (2007) : Sarah Pierce
  - Le Liseur (2008) : Hanna Schmitz
  - Divergence (2014) : Jeanine Matthews
  - La Série Divergence : Insurgés (2015) : Jeanine Matthews
  - Steve Jobs (2015) : Joanna Hoffman
  - Haute Couture (2015) : Myrtle 'Tilly' Dunnage
  - Triple 9 (2016) : Irina Vlaslov
  - Beauté cachée (2016) : Claire Wilson
  - La Montagne entre nous (2017) : Alexandra « Alex » Martin
  - Ammonite (2020) : Mary Anning
  - Lee (2023) : Elizabeth « Lee » Miller

- Rosamund Pike dans (11 films) :
  - Rochester, le dernier des libertins (2004) : Elizabeth Malet
  - Orgueil et Préjugés (2005) : Jane Bennet
  - La mémoire en fuite (2007) : Alex
  - La Grande Année (2011) : Jessica
  - Jack Reacher (2012) : Helen Rodin
  - Hector et la Recherche du bonheur (2014) : Clara
  - Les Apparences (2014) : Amy Elliott Dunne
  - Hostiles (2017) : Rosalie Quaid
  - Beyrouth (2018) : Sandy Crowder
  - The Informer (2019) : Erica Wilcox
  - Une attention particulière (2020) : Marla Grayson

- Jennifer Ehle dans (8 films) :
  - Sunshine (1999) : Valéria Sonnenschein / Sors jeune
  - En toute loyauté (2008) : Abby Tierney
  - Le Discours du roi (2010) : Myrtle Logue
  - Opération avant l'aube (2012) : Jessica
  - RoboCop (2014) : Liz Kline
  - Cinquante Nuances de Grey (2015) : Carla May Wilks
  - Sainte-Maud (2019) : Amanda

- Selma Blair dans (6 films) :
  - La Fille de mes rêves (2000) : Cyrus
  - Blonde et légale (2001) : Vivian Kensington
  - Déroute (2002) : Cassie
  - Typiquement masculin (2003) : Karen Cooper
  - Hellboy (2004) : Elizabeth « Liz » Sherman
  - Hellboy II - L'armée d'or (2008) : Elizabeth « Liz » Sherman

- Lili Taylor dans (5 films) :
  - Le Défilé (1991) : Rose
  - L'Élite de Brooklyn (2009) : Angela
  - Ennemis Publics (2009) : Sheriff Lillian Holley
  - La Conjuration (2013) : Carolyn Perron
  - L'Épreuve : La Terre brûlée (2015) : Mary Cooper

- Renée Zellweger dans (5 films) :
  - Jerry Maguire (1996) : Dorothy Boyd / Dorothy Maguire
  - Le Célibataire (1999) : Anne Arden
  - Moi, moi-même et Irène (2000) : Irène P. Waters
  - Laurier Blanc (2002) : Claire Richards
  - Casque et talons hauts (2009) : Lucy Hill

- Lauren Graham dans (5 films) :
  - Le Pacificateur (2005) : proviseure Claire Fletcher
  - Evan le Tout-Puissant (2007) : Joan Baxter
  - C'est comme une drôle d'histoire (2010) : Lynn
  - Max (2015) : Pamela Wincott
  - Une nouvelle école : La Pire Épreuve de ma vie (2016) : Julie « Jules » Katchadorian

- Salma Hayek dans :
  - Studio 54 (1998) : Anita Randazzo
  - Espions en herbe 3D: Fin du jeu (2003) : Cesca Giggles
  - Complot au crépuscule (2005) : Lola Cirillo
  - Cœurs perdus (2006) : Martha Beck

- Sanaa Lathan dans :
  - Amour et Basketball (2000) : Monica Wright
  - Temps limite (2003) : Ann Merai Harrison
  - Un goût de nouveauté (2006) : Kenya Denise McQueen
  - Assassin américain (2017) : Irene Kennedy

- Laura Linney dans :
  - Kinsey (2004) : Clara McMillen
  - Brèche (2007) : Kate Burroughs
  - Mr. Holmes (2015) : Mme Munro
  - Sully (2016) : Lorrie Sullenberger

- Polly Walker dans :
  - Le Secret des Anges (1998) : Mary Lavelle
  - Le Choc des Titans (2010) : Cassiopée
  - John Carter (2012) : Sarkoja

- Vera Farmiga dans :
  - L'Orpheline (2009) : Katherine « Kate » Coleman
  - Code source (2011) : Colleen Goodwin
  - État captif (2019) : Jane Doe / Priscilla Scott

- Sally Hawkins dans :
  - Les Dames de Dagenham (2010) : Rita O'Grady
  - Godzilla (2014) : Dr Vivienne Graham
  - Godzilla : Roi des monstres (2019) : Dr Vivienne Graham

- Joely Richardson dans :
  - Millénium : Les Hommes qui n'aimaient pas les femmes (2011) : « Anita » Vanger
  - Un amour infini (2014) : Anne Butterfield
  - Snowden (2016) : Janine Gibson

- Mireille Enos dans :
  - Escouade Gangster (2013) : Connie O'Mara
  - Nœud du diable (2013) : Vicki Hutcheson
  - La Captive (2014) : Tina Lane

- Lea Thompson dans :
  - Cœur et Trio (1987) : Amanda Jones
  - Denis la petite peste (1993) : Alice Mitchell

- Elisabeth Shue dans :
  - Escapade d'un soir (1987) : Chris Parker
  - Un justicier dans la ville (2018) : Lucy Kersey

- Carla Gugino dans :
  - Tu seras un homme (1993) : Norma Hansen
  - L'Éveil : Soif du sang (2007) : Eve

- Rosanna Arquette dans :
  - Fiction Pulpeuse (1994) : Jody
  - Le Nouveau Voisin (2000) : Sophie Oseransky

- Julie Delpy dans :
  - Le Loup-garou de Paris (1997) : Sérafine Pigot
  - La Fraude (2006) : Nina van Pallandt

- Alex Kingston dans :
  - Le Croupier (1998) : Jani de Villiers
  - Mâle Alpha (2006) : Tiffany Hartunian

- Monet Mazur dans :
  - Les yeux d'un ange (2001) : Kathy Pogue
  - Impact fatal (2004) : Shane

- Marisa Tomei dans :
  - Sans issue (2001) : Natalie Strout
  - Alfie (2004) : Julie

- Susan Ward dans :
  - Hal le superficiel (2001) : Jill
  - Les Apprentis golfeurs (2007) : Mme Cummings

- Natasha Lyonne dans :
  - Kate et Léopold (2001) : Darci
  - Folies de Graduation : La Réunion (2012) : Jessica

- Julianne Moore dans :
  - Les Heures (2002) : Laura Brown
  - L'Oubli (2004) : Telly Paretta

- Mía Maestro dans :
  - Frida (2002) : Cristina Kahlo
  - Poséidon (2006) : Elena Morales

- Essence Atkins dans :
  - Débarrasse-nous d'Éva (2003) : Kareenah Dandrige
  - N-Secure (2010) : Robin Joyner

- Sandra Oh dans :
  - Cake: La vie, c'est du gâteau (2005) : Lulu
  - Une voix dans la nuit (2006) : Anna

- Aisha Hinds dans :
  - L'Assaut du poste 13 (2005) : Anna
  - Mr. Brooks (2007) : Nancy Hart

- Heather Burns dans :
  - Miss Personnalité 2 : Armée et Fabuleuse (2005) : Cheryl Frasier
  - C'est quoi ton numéro ? (2011) : Eileen

- Arsinée Khanjian dans :
  - Sabah (2005) : Sabah
  - L'invité d'honneur (2019) : Anna

- Kristin Davis dans :
  - Quelle vie de chien (2006) : Rebecca Douglas
  - À vos marques, prêts, décorez (2006) : Kelly Finch

- Julia Ormond dans :
  - Les aventures de Kit Kittredge (2008) : Margaret Kittredge
  - Une semaine avec Marilyn (2011) : Vivien Leigh

- Peggy Lipton dans :
  - C'était à Rome (2010) : Priscilla
  - Mes vies de chien (2017) : Hannah adulte

- Sakina Jaffrey dans :
  - L'échappée (2011) : Livleen Singh
  - Le Justicier 2 (2018) : Fatima

- Elizabeth Marvel dans :
  - Week-end royal (2012) : Missy
  - La Mission (2020) : Mme Gannett

- Kathryn Hahn dans :
  - Nous sommes les Miller (2013) : Edie Fitzgerald
  - La Vie secrète de Walter Mitty (2013) : Odessa Mitty

- Ane Dahl Torp dans :
  - La vague (2015) : Idun Karlsen
  - Séisme (2018) : Idun Eikjord

- 1989 : Cours d'Anatomie : Kim McCauley (Alice Carter)
- 1992 : Le Garde du Corps : Nicki Marron (Michele Lamar Richards)
- 1993 : Le Point Critique : Carol (Christine Elise)
- 1996 : Célibataires et en cavale : Lorraine (Heather Graham)
- 1998 : Terre : Bunty Sethna (Kitu Gidwani)
- 1998 : Le Masque de Zorro : Esperanza de la Vega (Julieta Rosen)
- 1999 : Meilleur que le Chocolat : Maggie (Karyn Dwyer)
- 1999 : Amis ou Amants ? : Lisa (Alison Eastwood)
- 1999 : Toute une nuit : Jill (Kelly Rowan)
- 2000 : L'Art de la guerre : Julia Fang (Marie Matiko)
- 2000 : Le Petit Vampire : Dottie Thompson (Pamela Gidley)
- 2000 : Docteur T et les Femmes : la réceptionniste (Suzi McLaughlin)
- 2000 : Désir : Halley Fischer (Katja Riemann)
- 2001 : Un week-end à Gosford Park : Lady Louisa Stockbridge (Geraldine Somerville)
- 2001 : Pas encore un film d'ados ! : Catherine Wyler (Mia Kirshner)
- 2001 : Régina ! : Margaret (Halldóra Geirharðsdóttir)
- 2001 : Osmosis Jones : Leah (Brandy Norwood) (voix)
- 2002 : Insomnie : Rachel Clement (Maura Tierney)
- 2002 : Halloween : La Résurrection : Sara Moyer (Bianca Kajlich)
- 2002 : Le Règne du feu : Alexandra Jensen (Izabella Scorupco)
- 2002 : La Reine des damnés : Jessica "Jesse" Reeves (Marguerite Moreau)
- 2002 : Party surprise : Dani (Barbara Radecki)
- 2002 : Cœurs inconnus : Natalia Bauer (Mira Sorvino)
- 2002 : Contrecoup : Rachel Anderson (Sean Young)
- 2003 : Le Manoir hanté : Sara Evers (Marsha Thomason)
- 2003 : Jeune Adam : Gwen (Therese Bradley)
- 2003 : L'Art subtil du stationnement : Harriet Sharpe (Nancy Robertson)
- 2004 : Éloge de la liberté : Cynthia Morales (Annabella Sciorra)
- 2004 : Le Village : Madame Clarck (Cherry Jones)
- 2004 : Le Roi Arthur : Vanora (Dawn Bradfield)
- 2004 : Enjeux sur glace : Paula Taymore (Jessalyn Gilsig)
- 2004 : Un amour muet : Molly (Paula Jean Hixson)
- 2005 : 40 ans et encore puceau : Beth (Elizabeth Banks)
- 2005 : Seigneur de guerre : Ava Fontaine (Bridget Moynahan)
- 2005 : Match parfait : Robin (KaDee Strickland)
- 2005 : Les demoiselles du château : Topaz Mortmain (Tara Fitzgerald)
- 2005 : Boogeyman : Le Pouvoir de la Peur : Kate Houghton (Emily Deschanel)
- 2005 : Ma belle-mère est un monstre : Morgan (Annie Parisse)
- 2006 : V pour Vendetta : Valerie Page (Natasha Wightman)
- 2006 : Marie-Antoinette : Tante Victoire (Molly Shannon)
- 2006 : 16 Rues : Diane Mosley (Jenna Stern)
- 2006 : Garfield : Pacha royal : Christophe (Sharon Osbourne)
- 2007 : Le Pont de Térabithia : Joyce Burke (Grace Braniggan)
- 2007 : Parfait inconnu : lieutenant Karen Tejada (Florencia Lozano)
- 2007 : Stardust, le mystère de l'étoile : Una (Kate Magowan)
- 2007 : L'Épreuve du courage : Jackie (Carmen Ejogo)
- 2007 : Bratz, le film : Katie (Kim Morgan Greene)
- 2008 : Décadence V : Luba Gibbs (Meagan Good)
- 2008 : Bien sûr, peut-être : Kelly (Liane Balaban)
- 2008 : Des gars modèles : Karen Shields (Nicole Randall Johnson)
- 2008 : Adoration : Carole (Geraldine O'Rawe)
- 2008 : Femmes : Tanya (Debi Mazar)
- 2008 : Jeux de guerre: Code mortel : R.I.P.L.E.Y. (Claudia Black) (voix)
- 2009 : La Véritable Precious Jones : Mme Rain (Paula Patton)
- 2009 : Terminator 4 : Rédemption : Dr Serena Kogan / Skynet (Helena Bonham Carter)
- 2009 : Droit de passage : Agente Phadkar (Jacqueline Obradors)
- 2009 : Souvenirs du Caire : Yasmeen (Amina Annabi)
- 2010 : R.E.D. : Cynthia Wilkes (Rebecca Pidgeon)
- 2011 : Cheval de guerre : Rose Narracott (Emily Watson)
- 2011 : Gants d'acier : Tante Debra (Hope Davis)
- 2011 : Super 8 : Mme Kaznyk (Jessica Tuck)
- 2011 : La Guerre des pères : Sonia Ramirez (Diana Maria Riva)
- 2011 : Demoiselles d'honneur : Whitney (Jessica St. Clair)
- 2011 : Winnie : Winnie Mandela (Jennifer Hudson)
- 2012 : Partie de pêche au Yémen : Mary Jones (Rachael Stirling)
- 2013 : L'appel : Rachel (Justina Machado)
- 2014 : La Chanson de l'éléphant : Olivia (Carrie-Anne Moss)
- 2015 : Chapeau noir : la secrétaire (Tracee Chimo)
- 2015 : Carol : Abby Gerhard (Sarah Paulson)
- 2016 : Florence Foster Jenkins : Kitty (Bríd Brennan)
- 2016 : Un hologramme pour le roi : Zahra (Sarita Choudhury)
- 2018 : À la porte de l'éternité : Madame Ginoux, l'Arlésienne (Emmanuelle Seigner)
- 2018 : A Good Man Is Hard To Find : Charlene (Deborah Cox)
- 2018 : La saison miracle : Ellyn Found (Jillian Fargey)
- 2018 : Cheval indien : Sœur Ignacia (Irene Poole)
- 2019 : Mes voyages de chien : Hannah Montgomery (Marg Helgenberger)
- 2019 : Le Mariage d'adieu : Lu Jian (Diana Lin)
- 2020 : La route du destin : Lola Bell (Connie Britton)
- 2021 : Black Widow : la comtesse Valentina Allegra de Fontaine (Julia Louis-Dreyfus)
- 2022 : Dimanche de Pâques : Tita Yvonne (Melody Butiu)

#### Films d'animation
- 1989 : Tous les chiens vont au paradis : Whippet Angel
- 1998 : Rudolph, le petit renne au nez rouge : Le Film : Gracieuse / voix additionnelles
- 2000 : L'ourson tangerine : la narratrice
- 2004 : Spookley, la citrouille carrée : Spookley
- 2006 : Le Tyran des fourmis : Doreen Nickle
- 2008 : On doit attraper le Père Noël : Madame Noël
- 2009 : Il pleut des hamburgers : Fran Lockwood
- 2011 : Les Petits Pieds du bonheur 2 : Carmen
- 2012 : Les Patins Magiques : Zack
- 2015 : Les Minions : Madge Nelson
- 2016 : Petit Pied, le dinosaure : La Quête des braves : Petit Pied
- 2017 : Les Aventures du Capitaine Bobette, le film : Mme Randier / Mme Valkyrie
- 2018 : Mary et la Fleur de la sorcière : Madame
- 2022 : Alerte rouge : Tatie Ping

### Télévision

#### Téléfilms
- Kendall Cross dans :
  - 16 vœux (2010) : Sue Jensen
  - L'île aux mystères : Quand le passé nous rattrape (2020) : Payton Bartel
  - Aurora Teagarden: Meurtre au bord du lac (2021) : Tara Hall

- Claudia Besso dans :
  - Dernier Cri (2010) : Andrea Maxwell
  - L'énigme (2014) : Dr Boyd

- 1987 : La Princesse à la robe grenat : Stacy (Liliane Clune)
- 1990 : Princes en Éxil : Marlene (Andrea Roth)
- 1999 : Un Conte de Noël : Mme Cratchit (Saskia Reeves)
- 2002 : L'Empire de Mary Kay : Jinger Heath (Parker Posey)
- 2005 : La Grande École : Ellie Warner (Kate Vernon)
- 2006 : Mourir deux fois : Zoe Ravena (Cindy Sampson)
- 2007 : Une vie interrompue : Debbie Smith (Lea Thompson)
- 2010 : Le plan parfait : Maddie (Nicole Leroux)
- 2018 : Deuxième opinion : Ivy Fisher (Joanne Kelly)

#### Séries télévisées
- 1996-2000 : Haute Finance : Ann Krywarik (Kim Huffman)
- 2001-2006 : Coroner Da Vinci : Sunita « Sunny » Raman (Suleka Mathew)
- 2002 : Cap Random : Meg Andrews (Michelle Rex) (mini-série)
- 2007-2010 : Les Tudors : Catherine Parr (Joely Richardson)
- 2012 : Blackstone : Marilyn Cole (Valerie Planche)
- 2014-2015 : Hemlock Grove : Lynda Rumancek (Lili Taylor)
- 2014-2020 : Organisation Super Insolite : Agent Otto (Filip Geljo)
- 2021 : Falcon et le Soldat de l'hiver : la comtesse Valentina Allegra de Fontaine (Julia Louis-Dreyfus) (mini-série)

#### Séries télévisées d'animation
- 1992 : Les Enquêtes de Chlorophylle : Maeva
- 1997-1999 : Et voici la petite Lulu : Wilbur VanSnob
- 2003-2019 : Max et Ruby : Roger / Mme Huffington
- 2004-2006 : Le roi, c'est moi : ?
- 2005 : Les Cotoons : Punky
- 2005-2008 : La Classe des Titans : Perséphone
- 2006-2007 : Spider Riders : Vénus
- 2007-2008 : Bakugan Battle Brawlers : BakuPod, Gantelet, BakuMêtre
- 2007-2009 : Ricky Sprocket : Ricky Sprocket
- 2008-2009 : Rick et Steve : Dana
- 2009 : Inuk : Atana (2e voix)
- 2009 : Noombory et les super 7 : Totobory
- 2009-2010 : La Garderie Waf Waf : Suki
- 2009-2013 : Stoked : Rosie
- 2009-2015 : Poissonaute : Poissonaute
- 2011-2012 : Mon grand grand ami : Mathieu / mère de Lili
- 2011-2016 : Justin Rêve : Maman / femme du fermier
- 2012-2015 : Babar : Les Aventures de Badou : Badou
- 2013-2014 : SOS Créatures ! : David
- 2014 : Mia : Mamie
- 2015 : Viens jouer ! : Maman / Enzo
- 2015-2017 : Ella l'éléphant : Mademoiselle Belba
- 2015-2018 : Le Chat dans le Chapeau est un futé rigolo : Mère de Nick / Reine / Carmela
- 2016 : Les aventures de Bakko et Gante : voix additionnelles
- 2016-2017 : Beat Bugs : Jay
- 2018 : Dot. : Hal
- 2018 : Les mini-Tuques : Tomas
- depuis 2018 : Talia et le Royaume Arc-en-ciel : Zee

### Jeux vidéo
- 2004 : Prince of Persia : L'Âme du guerrier : Kaileena